# 華DATE
華DATE（はなデイト、1997年1月15日 - ）は、日本の女性プロレスラー、キックボクサー、総合格闘家。

## 来歴
2005年10月（当時8歳）から格闘技を始めた。極度の人見知りゆえ、まったく会話をせず学校でいじめを受けた時期もあった。だが、11歳の時Team DATE（「マハーラージャカルーリカ」と呼ばれるインド王族武術（日本宗家）をバックボーンとする武術集団）に入門し、本格的に武術を学ぶことで厳しい時期を克服した。 格闘技の世界へ進むことを父からは反対されたが母親が賛成し、支援してくれた。 2011年11月（当時14歳）からアマチュアキックボクシング大会に出場して経歴を積んだ。
2014年
7月13日、キックボクシング大会 「Bigbang-SPIRIT- Queen 決定戦」 女性部-51kg級タイトルホルダー。
8月02日、キックボクシング大会 「TRIBELATE vol.44」 女性部-48kg級初代チャンピオン。
2015年
10月24日、中国キックボクシング大会 「林風X富德搏擊王 決戰天下ⅡKF1」 -50kg級マッチ判定負け。自身初の海外大会参戦となった。
11月22日、総合格闘技正式デビューとなる「DEEP JEWELS 10」に出場し判定勝ち。
2016年
4月16日、中国キックボクシング大会 「Superstar Fight 2: China vs Japan (拳星时代)」 -50kgマッチ判定負け。
7月2日、大韓民国総合格闘技団体ROAD FCデビュー。「Road FC 032」 中国大会に出場するも判定負けを喫する。イ・イェジは消極的である自身の競技力、華DATEは敗北した結果に不満を抱く。心残りのある両者は、追ってリメチを進めることを決定。
11月13日、キックボクシング大会「SKKB6」女性部-48kg級初代チャンピオン。
2017年
3月11日、Road FC初となる女子選手のみの大会「Road FC 037 XX」（韓国ソウルのグランドヒルトン・コンペンションセンターで開催）に出場するも判定負けを喫する。
3月26日、後楽園ホールで開催された『アイスリボンマーチ2017』に登場。2017年4月より女子プロレス団体アイスリボンに兼任所属し、プロレスデビューすることが発表された。なお、コーチであり団体代表の藤本つかさとは同郷の仙台出身である。4月1日、デビュー戦は「豊田真奈美＆華DATE＆華蓮DATE vs 長崎まる子＆テキーラ沙弥＆松屋うの」と発表され、「プロレスラーとしてプロレス一本でこの人生賭けていく」とコメントした。
4月24日、後楽園ホールでのデビュー戦では、長崎まる子に対し膝十字固めからのヨーガアームロックでレフェリーストップによる勝利を収めた。 デビュー2戦目となる4月29日、埼玉・蕨大会では世羅りさ＆雪妃真矢、華蓮DATE戦を行い勝利（パートナーは藤本つかさ＆松本都）。藤本は「すげーヤツが来てしまった」とコメントを残している。
5月5日、ラジアントホール大会での8人タッグイリミネーションマッチでは、初めてTeam DATE4姉妹全員でタッグを組み出場。長崎まる子＆テキーラ沙弥＆松屋うの＆トトロさつき組に勝利した。
6月25日、横浜・大さん橋ホール大会にてデビュー以来目の敵にされてきた長崎まる子にシングルマッチで完勝。
2018年
8月5日、初参戦のパンクラスで1年半ぶりに総合格闘技の試合に臨む。タイのローマ・ルックブンミーの肘打ちの前に左眉を深く切られ2ラウンドレフェリーストップ負け。以後長期欠場。
2019年
2月28日付でアイスリボンを退団した。
2021年
「Team DATE 武術四姉妹」から法・華蓮が脱退ならびにTeam DATEを退団。残った直DATEとビューティー姉妹を結成した。
10月3日の「KROSS×OVER 14」で紗耶香相手に5年ぶりにキックルールで試合を行い判定勝ちを収めるが、この試合を最後に試合から遠ざかっている。

## 人物
旧名は伊達 華（だて・はな）。2014年よりTeam DATE全選手の改名に合わせ、華 DATEに改名。リングネーム「華」の由来は、美しくもあり、荒々しさもあるイメージから。
アイドル的な人気を誇り、サウスポーかつ独特な構えと間合いで戦う。しかし、一度話し出すと「放送事故」と形容される破壊力を発揮する。
藤本つかさから「運動神経がずば抜けているが、動きを全く覚えない」と落第生の烙印を押されている。一方でそうした人物こそ本番で奇想天外な動きを見せる可能性があると期待を寄せられている。また、デビュー戦の相手である長崎まる子からは「口では好きと言ってるけれど、上からプロレスやれって言われてるだけ」。「（プロレスに）本気なら練習中にそういう態度見せろ」と糾弾された。

## 得意技
- 飛前蹴
- ヨーガ・サイクロンロック
  - バックに回り込みボディシザースとフェースロックを同時に決め、絞めあげる。
- ヨーロピアンクラッチ

## 戦績

### プロキックボクシング
| キックボクシング 戦績 | キックボクシング 戦績 | キックボクシング 戦績 | キックボクシング 戦績 | キックボクシング 戦績 | キックボクシング 戦績 | キックボクシング 戦績 |
| --------------------- | --------------------- | --------------------- | --------------------- | --------------------- | --------------------- | --------------------- |
| 12 試合               | (T)KO                 | 判定                  | その他                | 引き分け              | 無効試合              |                       |
| 6 勝                  | 0                     | 6                     | 0                     | 1                     | 0                     |                       |
| 5 敗                  | 0                     | 5                     | 0                     | 1                     | 0                     |                       |

| 勝敗 | 開催年月日 | 対戦相手                    | 大会名                                               | 勝負の方法   | 場所                         | 備考                                | 備考 2     |
| ---- | ---------- | --------------------------- | ---------------------------------------------------- | ------------ | ---------------------------- | ----------------------------------- | ---------- |
| ○    | 2021.10.03 | 紗耶香                      | KROSS×OVER 14                                        | 2X3R 判定3-0 | 新宿FACE, 東京               | -49kg                               | 試合の映像 |
| ○    | 2016.11.13 | チャン・リー                | SKKB 6                                               | 3X3R 判定3-0 | 新宿FACE, 東京               | SKKB初代女子フライ(-48kg)王座決定戦 | 試合の映像 |
| ×    | 2016.04.16 | 林云丽                      | 拳星時代〜SUPERSTAR FIGHT                            | 3X3R 判定0-3 | 長沙社会福祉大学体育館, 長沙 | -50kg                               | 試合の映像 |
| ×    | 2015.10.24 | 王雪                        | 武林風X富德搏擊王-決戰天下KF1                        | 3X3R 判定0-3 | 修頓場館, 灣仔               | -50kg                               | 試合の映像 |
| ○    | 2015.06.07 | 伊織                        | Bigbang21～統一への道～                              | 2X3R 判定2-0 | ディファ有明, 東京           | -48kg                               | 試合の映像 |
| ○    | 2015.04.18 | ボーウィー・オカダ          | SHOOT BOXING2015～SB30th Anniversary～act.2          | 2X3R 判定3-0 | 後楽園ホール, , 東京         | -54kgオープニングファイト           | 試合の映像 |
| △    | 2014.12.07 | あゆみ                      | Bigbang19～統一への道～                              | 2X3R 判定1-0 | ディファ有明, 東京           | -48kg                               |            |
| ×    | 2014.09.20 | MIO                         | SHOOT BOXING2014 act. 4                              | 3X3R 判定0-3 | 後楽園ホール, , 東京         | -48kg                               |            |
| ○    | 2014.08.02 | 島津悦子                    | TRIBELATE vol.44 ～Hybrid Club Fight～               | 2X3R 判定2-0 | 新宿FACE, 東京               | 48kg級王座決定戦                    |            |
| ○    | 2014.07.13 | 田中ルミコ                  | Bigbang-SPIRIT- Queen 決定戦                         | 判定3-0      | GOLDGYM大森, 東京            | 51kg級Queen 決定戦                  |            |
| ×    | 2014.06.22 | 日本 CruSher松川敬子        | J-GIRLS J-GIRLS 2014 ～The shining wild angels～ 2nd | 2X3R 判定0-1 | 新宿FACE, 東京               | フライ級(-48kg)                     |            |
| ×    | 2014.02.02 | 日本 リカ・トングライセーン | Muay Thai Open 26                                    | 2X3R 判定0-3 | 新宿FACE, 東京               | -50kg                               |            |

※ アマチュア
| 勝敗 | 開催年月日 | 対戦相手   | 大会名                                                        | 勝負の方法         | 場所               | 備考                           | 備考 2 |
| ---- | ---------- | ---------- | ------------------------------------------------------------- | ------------------ | ------------------ | ------------------------------ | ------ |
| ×    | 2013.08.04 | 室永真央   | J-GROW 43                                                     | 2X1R 判定0-3       | ゴールドジム, 東京 | 女子Aリーグ -54kg              |        |
| ○    | 2013.03.24 | 松兼ひとみ | 第2回 J-NETWORKアマチュアチャンピオンシップ・トーナメント大会 | 2X2R 判定3-0       | 新宿FACE, 東京     | 女子Aリーグ -54kg              |        |
| ×    | 2013.02.03 | 大滝あゆみ | J-GIRLS 2013 ～Victorious Goddess 1st～                       | 1X2R 判定0-3       | 新宿FACE, 東京     | PRE J-GIRLS Bリーグ -51kg      |        |
| ×    | 2012.12.09 | 山口友花里 | J-NEXUS 2012 ～蹴っていいトモ！～                             | 1X2R 判定0-3       | 新宿FACE, 東京     | 女子Bリーグ -48kg              |        |
| -    | 2012.11.18 | 松田玲奈   | J-GIRLS 2012 ～Platinum's In The Ring FINAL～ with J-FIGHT    | 2X2R 勝敗無し      | 新宿FACE, 東京     | スペシャルエキシビションマッチ |        |
| △    | 2012.09.16 | 田中麻美   | J-GIRLS 2012 ～Platinum's In The Ring 4th～                   | 1X2R 判定1-0       | 新宿FACE, 東京     | PRE J-GIRLS Bリーグ -51kg      |        |
| ○    | 2012.04.01 | 関祥子     | J-GIRLS 2012 ～Platinum's In The Ring 2nd～ with J-FIGHT      | 1.5X2R 1R 0:37 TKO | 新宿FACE, 東京     | PRE J-GIRLS Aリーグ -48kg      |        |
| ○    | 2011.12.11 | 齋藤楓花   | J-NEXUS 2011 ～蹴っていいトモ!!～                             | 1X2R 判定          | 新宿FACE, 東京     | 女子Bリーグ -48kg              |        |
| ○    | 2011.11.27 | 関祥子     | J-GIRLS 2011 ～Born This Way FINAL～                          | 1X2R 1R 0:34 TKO   | 新宿FACE, 東京     | PRE J-GIRLS Bリーグ -48kg      |        |

### プロ総合格闘技
| 総合格闘技 戦績 | 総合格闘技 戦績 | 総合格闘技 戦績 | 総合格闘技 戦績 | 総合格闘技 戦績 | 総合格闘技 戦績 | 総合格闘技 戦績 |
| --------------- | --------------- | --------------- | --------------- | --------------- | --------------- | --------------- |
| 7 試合          | (T)KO           | 一本            | 判定            | その他          | 引き分け        | 無効試合        |
| 2 勝            | 0               | 0               | 2               | 0               | 0               | 0               |
| 5 敗            | 1               | 1               | 3               | 0               | 0               | 0               |

| 勝敗 | 開催年月日 | 対戦相手                    | 大会名         | 勝負の方法                        | 場所                                                  | 備考                  | 備考 2     |
| ---- | ---------- | --------------------------- | -------------- | --------------------------------- | ----------------------------------------------------- | --------------------- | ---------- |
| ×    | 2018.08.05 | タイ ローマ・ルックブンミー | PANCRASE 298   | 5分3R 2R 04:32 レフェリーストップ | 新木場STUDIO COAST, 東京                              | アトム級マッチ(-48kg) |            |
| ×    | 2017.03.11 | 韓国 イム・ソヒ             | Road FC 037 XX | 5分2R 判定0-3                     | コンベンション・ホール, ソウル ヒストン・ホテル, 韓国 | アトム級マッチ(-48kg) | 試合の映像 |
| ○    | 2016.11.03 | 日本 山口さゆり             | DEEP JEWELS 14 | 5分2R 判定3-0                     | 新宿FACE, 東京                                        | アトム級マッチ(-48kg) |            |
| ×    | 2016.07.02 | 韓国 イ・イェジ             | Road FC 032    | 5分2R 判定0-2                     | 国際会議コンベンションセンタ, 湖南, 中国              | -46.5kg級契約マッチ   | 試合の映像 |
| ×    | 2016.06.04 | 日本 石岡沙織               | DEEP JEWELS 12 | 5分2R 1R 04:39 アームバー         | 新宿FACE, 東京                                        | アトム級マッチ(-48kg) |            |
| ×    | 2016.03.05 | 日本 黒部三奈               | DEEP JEWELS 11 | 5分2R 判定0-3                     | 新宿FACE, 東京                                        | アトム級マッチ(-48kg) | 試合の映像 |
| ○    | 2015.11.22 | 日本 荒木未来               | DEEP JEWELS 10 | 5分2R 判定3-0                     | 新宿FACE, 東京                                        | アトム級マッチ(-48kg) | 試合の映像 |

※ アマチュア
| 勝敗 | 開催年月日 | 対戦相手      | 大会名                                 | 勝負の方法                         | 場所               | 備考  | 備考 2 |
| ---- | ---------- | ------------- | -------------------------------------- | ---------------------------------- | ------------------ | ----- | ------ |
| ○    | 2015.12.13 | 日本 山崎桃子 | The Outsider 38: Ota Gymnasium Special | 3分2R 1R 01:21 TKO(審判員ストップ) | 太田体育館, 東京   | -48kg |        |
| ○    | 2015.07.19 | 日本 池田聖奈 | The Outsider 36                        | 3分2R 判定3-0                      | ディファ有明, 東京 | -48kg |        |

※ アマチュアグラップリングルール
| 勝敗 | 開催年月日 | 対戦相手      | 大会名            | 勝負の方法 | 場所               | 備考  | 備考 2 |
| ---- | ---------- | ------------- | ----------------- | ---------- | ------------------ | ----- | ------ |
| △    | 2015.02.22 | 日本 浅倉栞南 | ZST CHALLENGE 137 | 3分2R 判定 | ディファ有明, 東京 | -52kg |        |

## 出演

### バラエティ番組
- TeamDATE Road to ICERIBBON vol.4（2017年4月28日）
- TeamDATE Road to ICERIBBON vol.3（2017年4月22日）
- TeamDATE Road to ICERIBBON vol.2（2017年4月15日、ニコ生）
- TeamDATE Road to ICERIBBON vol.1（2017年4月12日、ニコ生）
- スポ1TV〜directed by SUW〜（2016年12月16日）
- FUJIYAMA FIGHT CLUB（2016年7月1日、CX）
- 世界の怖い夜（2016年1月25日、TBS）

### 舞台
- アリスインプロジェクト　魔銃ドナークロニクル　ヘメラ役(2016年9月28日～2016年10月2日　品川・六行会ホール)

### ラジオ
- ラジオですいません（2016年3月13日、レインボータウン FM）